# Partido de la Izquierda
El Partido de la Izquierda (en sueco: Vänsterpartiet; V) es un partido político socialista de Suecia. En cuestiones económicas, el partido se opone a las privatizaciones y aboga por un aumento del gasto público. En política exterior, el partido es euroescéptico, se opone a la Unión Europea, a la OTAN y a la entrada de Suecia en la eurozona. Intentó que Suecia se uniera al Movimiento de Países No Alineados en 1980, pero no tuvo éxito. El partido es ecosocialista, y también apoya el antirracismo, el feminismo y el republicanismo. Se ubica hacia la izquierda en el espectro político.
El partido nunca ha sido parte de un gobierno a nivel nacional, aunque ha prestado apoyo parlamentario a los gobiernos liderados por el Partido Socialdemócrata Sueco en el Riksdag, el parlamento de Suecia. De 1998 a 2006, el Partido de Izquierda estuvo en un acuerdo de confianza y suministro con los socialdemócratas gobernantes y el Partido Verde. De 2014 a 2022, apoyado al gobierno minoritario de socialdemócratas y verdes en el Riksdag, así como en muchos de los condados y municipios de Suecia.
El partido se originó como una escisión de los socialdemócratas en 1917, como el Partido de la Izquierda Socialdemócrata Sueca (en sueco: Sveriges socialdemokratiska vänsterparti; SSV), y luego en 1921 se convirtió en el Partido Comunista de Suecia. En 1967, el partido pasó a llamarse Partido de la Izquierda – los Comunistas (en sueco: Vänsterpartiet Kommunisterna; VPK); Adoptó su nombre actual en 1990. El Partido de Izquierda es miembro de la Alianza de la Izquierda Verde Nórdica, y es parte del grupo parlamentario europeo Izquierda Unitaria Europea-Izquierda Verde Nórdica (GUE/NGL). En 2018, el partido se unió al partido europeo Ahora la Gente.

## Historia

### Partido de la Izquierda Socialdemócrata Sueca (1917-1921)

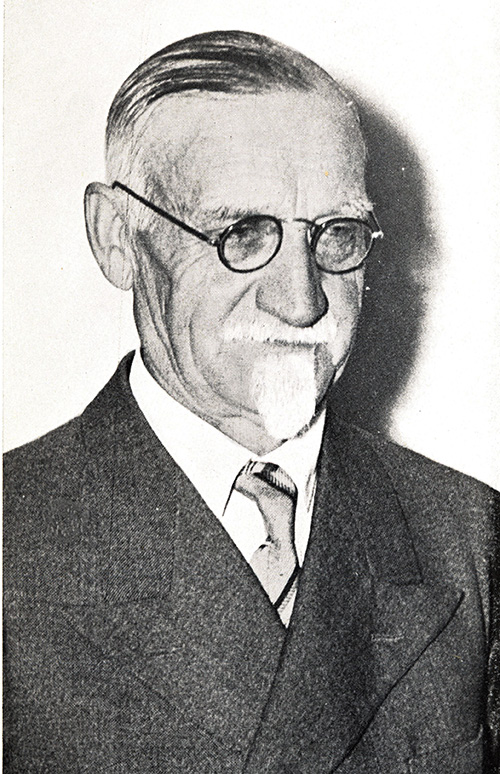
Carl Winberg, uno de los fundadores del partido

El fervor revolucionario se presentó a Suecia en 1917. Lo que causó disturbios tuvieron lugar en muchas ciudades. El partido se originó como una escisión del Partido Socialdemócrata Sueco en 1917, como el Partido de Izquierda Socialdemócrata Sueca (SSV). La división se produjo cuando el Partido Socialdemócrata no apoyó la revolución bolchevique de 1917 en Rusia, mientras que SSV sí apoyó a los bolcheviques. Otra razón para la división fue también la oposición contra la cooperación socialdemócrata con los Liberales y el creciente militarismo. El SSV trajo consigo a 15 de los 87 miembros socialdemócratas del parlamento y al ala juvenil. Muchas de las rupturas fueron inspiradas por los bolcheviques revolucionarios de Lenin, otras por el socialismo libertario. Casi todos los líderes del SSV finalmente regresaron al Partido Socialdemócrata.

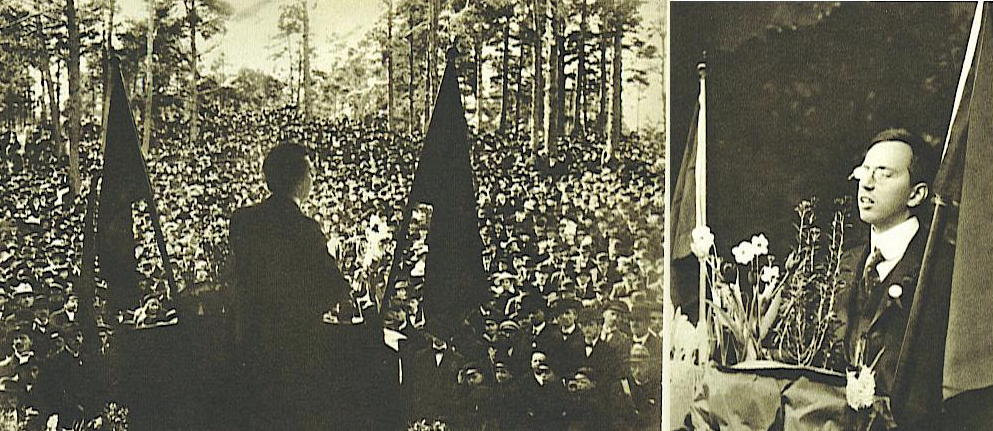
Zeth Höglund, otro de los fundadores del partido hablando con los trabajadores en Estocolmo el día de su liberación de la prisión en 1917

### Partido Comunista de Suecia (1921-1967)
En 1921, de acuerdo con las 21 tesis de la Internacional Comunista, el nombre del partido fue cambiado a Partido Comunista de Suecia (SKP). Los elementos liberales y no revolucionarios fueron purgados. Zeth Höglund, el principal líder del partido durante la escisión de los socialdemócratas, abandonó el partido en 1924. Höglund estaba disgustado con los acontecimientos en Moscú después de la muerte de Vladimir Lenin, y fundó su propio Partido Comunista, independiente de la Internacional Comunista.
En 1929, tuvo lugar una gran escisión, la más grande en la historia del partido debido a conflictos que estallaron localmente por el control de las oficinas y propiedades del partido. Nils Flyg, Karl Kilbom, Ture Nerman, todos los parlamentarios y la mayoría de los miembros del partido fueron expulsados por la Internacional Comunista y por su líder Hugo Sillén. Los expulsados posteriormente fundarón, el Partido Socialista de Suecia. Bajo el liderazgo de Sillén, el partido se adhirió a la línea de "clase contra clase", denunciando cualquier cooperación con los socialdemócratas. Posteriormente Sven Linderot, un joven líder dinámico, se convirtió en el presidente del partido.
Los tiroteos de Ådalen contra trabajadores desarmados que se manifestaban en 1931, aumento la militancia obrera y dio nueva vida al SKP en su crisis. La guerra civil española que comenzó en 1936 condujo al SKP y su ala juvenil a enviarar un contingente considerable para luchar en las Brigadas Internacionales, en las que participaron 520 suecos y 164 de ellos murieron allí. Simultáneamente, se organizó en Suecia un extenso trabajo solidario para la Segunda República Española y el pueblo de España. Durante la década de 1930, el partido fue reconstruido; a medida que el Partido Socialista se derrumbaba, la base del partido se mejoró.
Durante la Segunda Guerra Mundial (1939-1945) fue un momento difícil para el partido. El partido fue la única fuerza política en Suecia que apoyó al bando soviético en la guerra de Invierno, que fue utilizado con frecuencia como pretexto para la represión contra el partido. El partido apoyó la expansión militar soviética a lo largo de su frontera occidental. Además, el partido apoyó el Pacto Ribbentrop-Mólotov y cuando la Alemania nazi invadió Noruega en abril de 1940, el SKP adoptó una posición neutralista.

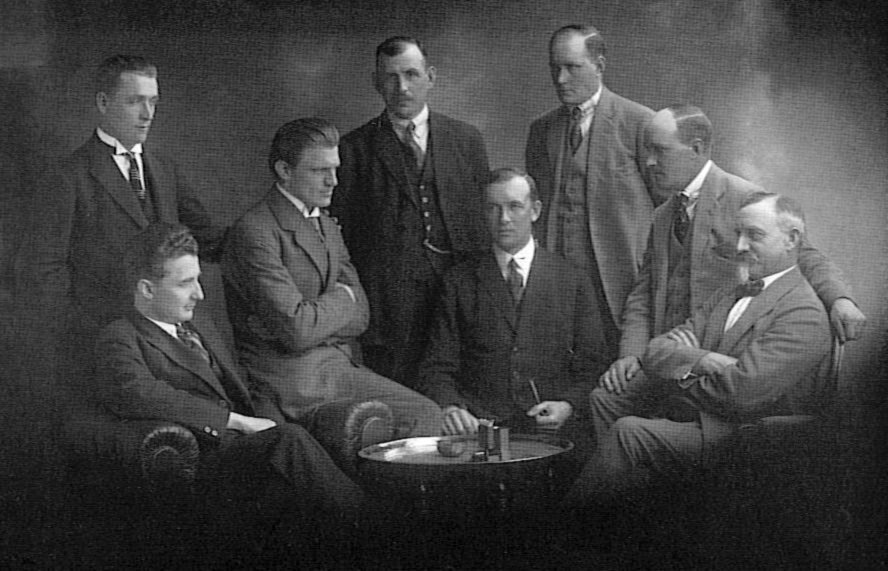
Primer grupo del Partido Comunista en la Segunda Cámara del parlamento sueco en 1922

Siguiendo órdenes de la legación alemana en Estocolmo, el gobierno sueco tomó varias medidas represivas contra el partido. Sus principales publicaciones fueron efectivamente prohibidas, se les prohibió el transporte, lo que significa que era ilegal llevar los periódicos del SKP por cualquier tipo de vehículo. Cuadros clave del partido y la liga juvenil fueron detenidos en campos, oficialmente como parte de su servicio militar. En total, 3.500 personas fueron detenidas en diez campos diferentes, la gran mayoría de ellos eran comunistas. Muchos activistas del partido pasaron a la clandestinidad, incluido el presidente del partido. Una prohibición completa del partido se discutió en los círculos gubernamentales, pero nunca se hizo efectiva.
En 1940, la oficina del órgano regional del partido en Norbotnia, Norrskensflamman, fue bombardeada. Cinco personas, entre ellas dos niños, murieron. Esto constituye el acto terrorista más mortífero cometido en Suecia en la década de 1900. Uno de los partidarios financieros del grupo detrás del ataque, Paul Wretlind, era un líder regional del Partido Liberal en Estocolmo.
Durante la guerra, la mayor acción policial coordinada en la historia sueca tuvo lugar contra el partido, 3.000 policías participaron en redadas en oficinas del partido y hogares de miembros del partido en todo el país. Sin embargo, las redadas no produjeron ninguna evidencia de ninguna actividad criminal del partido. El partido apoyó activamente las luchas de resistencia en Noruega y Dinamarca. En el norte de Suecia, los trabajadores afiliados al partido robaron dinamita de las minas y las contrabandearon a la resistencia noruega. En otras partes, el partido dio cobijo a los refugiados antifascistas.
A medida que la suerte militar de la Alemania nazi se agrió, el partido recuperó una posición fuerte en la política sueca. En las elecciones generales de 1944, el SKP obtuvo el 10,3% de los votos. En las elecciones municipales de 1946, el SKP obtuvo el 11,2% de los votos. La membresía del partido alcanzó su pico histórico, con 51 000 miembros. Estos acontecimientos, junto con los acontecimientos en la internacionales y las nuevas políticas soviéticas de coexistencia pacífica, llevaron al partido a iniciar un reajuste de su papel en la política sueca. La recuperación electoral fortalecieron la percepción de que el partido podría llegar al poder dentro del marco parlamentario. Del mismo modo, la idea de una coalición con los socialdemócratas ganó terreno en el debate interno del partido. La política sindical del partido se cambió hacia una posición menos conflictiva hacia la socialdemocracia dentro del movimiento sindical. Estos cambios encontraron cierta resistencia en las filas del partido.
Sin embargo, el inicio de la Guerra Fría se convirtió en un desafío difícil para el partido. La recuperación de electorales de los años de la posguerra no durarían mucho. El primer ministro Tage Erlander declaró la intención de convertir cada sindicato en un campo de batalla contra los comunistas. Los comunistas fueron purgados del movimiento sindical.
Para 1950 la dirección del partido argumentó que los comunistas tenían que hacer un esfuerzo para asegurar una mayoría laborista en el Riksdag. El partido tomó la iniciativa de crear un movimiento juvenil de amplia base, observando desarrollos similares en países como Finlandia. En 1952, la Juventud Demócrata, fue fundada como un amplio movimiento juvenil, paralelo a la existente Liga de Jóvenes Comunistas de Suecia. Los partidarios de la línea dura vieron esto como una dilución del carácter político del movimiento juvenil.
Un tema de gran importancia simbólica fue la decisión del partido de promover mítines conjuntos en el día del trabajo con los socialdemócratas. Otra cuestión fue la decisión del partido de dar apoyo financiero a la prensa laborista, que estaba esencialmente en manos de los socialdemócratas. En marzo de 1951, Hilding Hagberg fue elegido presidente del partido. 
La polémica dentro del partido alcanzó su punto máximo en el congreso del partido de 1953. Persson expuso ferozmente sus críticas, particularmente hacia el nuevo presidente del partido, Hagberg, a quien calificó de oportunista. Persson fue a su vez acusado de ser un egoísta y de querer dividir y dañar al partido. Lo que llevó a Persson a declarar su renuncia al partido en un discurso ante el congreso. Después de su partida, se llevó a cabo una pugna contra los seguidores de Persson dentro del partido, de los cuales varios fueron expulsados. Cuando Iósif Stalin murió el mismo año, el partido organizó una función conmemorativa. Cuando estalló la revuelta húngara en 1956, surgió un debate interno del partido sobre qué posición debería adoptar el partido. Al final, la dirección del partido optó por apoyar la línea soviética oficial.
En 1961, los principales miembros del partido fundaron la agencia de viajes Folkturist, que se especializó en viajes a Europa del Este. En 1964, C.-H. Hermansson fue elegido presidente del partido. Hermansson provenía de una formación académica, a diferencia de los líderes anteriores del partido. Hermansson inició un cambio en la dirección política del partido hacia el eurocomunismo y el socialismo popular nórdico.

### Partido de la Izquierda – los Comunistas (1967-1990)
Antes del congreso del partido de 1967, tuvo lugar un acalorado debate. Varias tendencias distintas estaban presentes. Una sección quería transformar el partido en un partido no comunista, en la línea del Partido Popular Socialista (SF) de Dinamarca, y por lo tanto propuso que el partido cambiara su nombre a Partido de la Izquierda. Otra sección, basada en gran medida entre los cuadros sindicales del partido, quería mantener el carácter comunista del partido y el vínculo fraternal con el Partido Comunista de la Unión Soviética (PCUS). El exlíder del partido Hagberg, que estaba asociado con la agrupación prosoviética, trató de lanzar el nombre Partido del Trabajo, como compromiso. La dirección del partido llegó a otro compromiso, y el nombre del partido fue cambiado a Partido de la Izquierda - los Comunistas (VPK). VPK continuó en el curso eurocomunista, pero con una ruidosa minoría prosoviética. Además, hubo un pequeño grupo pro-chino dirigido por Bo Gustafsson y Nils Holmberg, que abandonó el partido para formar el Partido Comunista de Suecia (KFML). El ala juvenil se separó, formando finalmente la Liga de Lucha Marxista-Leninista (MLK).
En 1968, VPK fue el primer partido sueco en condenar públicamente la intervención soviética en Checoslovaquia. El partido organizó una manifestación frente a la embajada soviética en Estocolmo, a la que se dirigió Hermansson. Esta desaprobación de la agresión soviética fue una excepción entre los partidos comunistas occidentales. 
En las elecciones municipales de 1968, VPK recibió el 3,8% de los votos, el resultado electoral más bajo del partido en la era de la posguerra. Al carecer de un ala juvenil y estudiantil que funcionara, el partido no pudo capitalizar el aumento internacional del radicalismo juvenil.

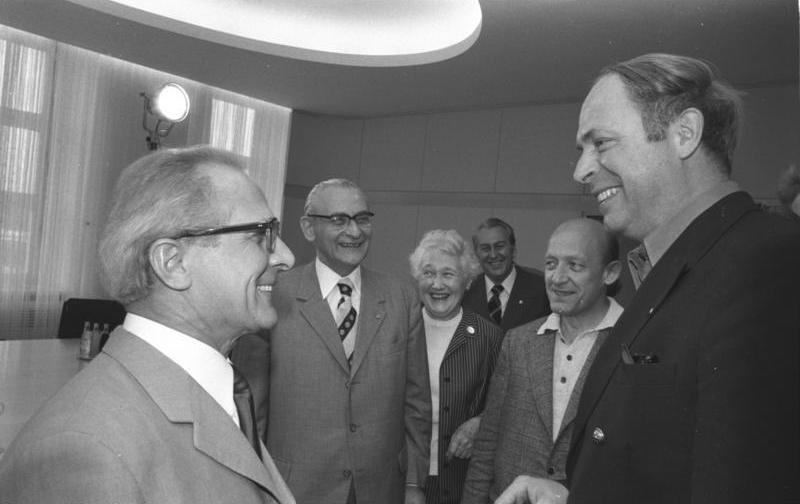
El lider del partido Lars Werner (a la derecha en la imagen) se encuentra con Erich Honecker durante una visita a Alemania Oriental en 1974

Al inicio de las protestas contra la guerra de Estados Unidos en Vietnam, VPK lanzó el Comité Sueco de Vietnam. El Comité planteó la demanda con el lema "Paz en Vietnam" y apeló a la unidad de todos los partidos sobre el tema. El comité fue rápidamente superado por los Grupos Unificados de FNL (DFFG).
En 1970, el ala juvenil fue refundada como Juventud Comunista, en 1972, el partido cambió hacia una posición más izquierdista con la adaptación de un nuevo programa del partido. La tendencia neoleninista surgió como una sección importante del partido, en 1975, Lars Werner fue elegido presidente del partido. En febrero de 1977, la minoría prosoviética abandonó el partido y fundó el Partido de los Trabajadores – Comunistas (APK). En 1980, VPK participó activamente en la campaña del "No" en el plebiscito sobre la energía nuclear.

### Partido de la Izquierda (desde 1990)

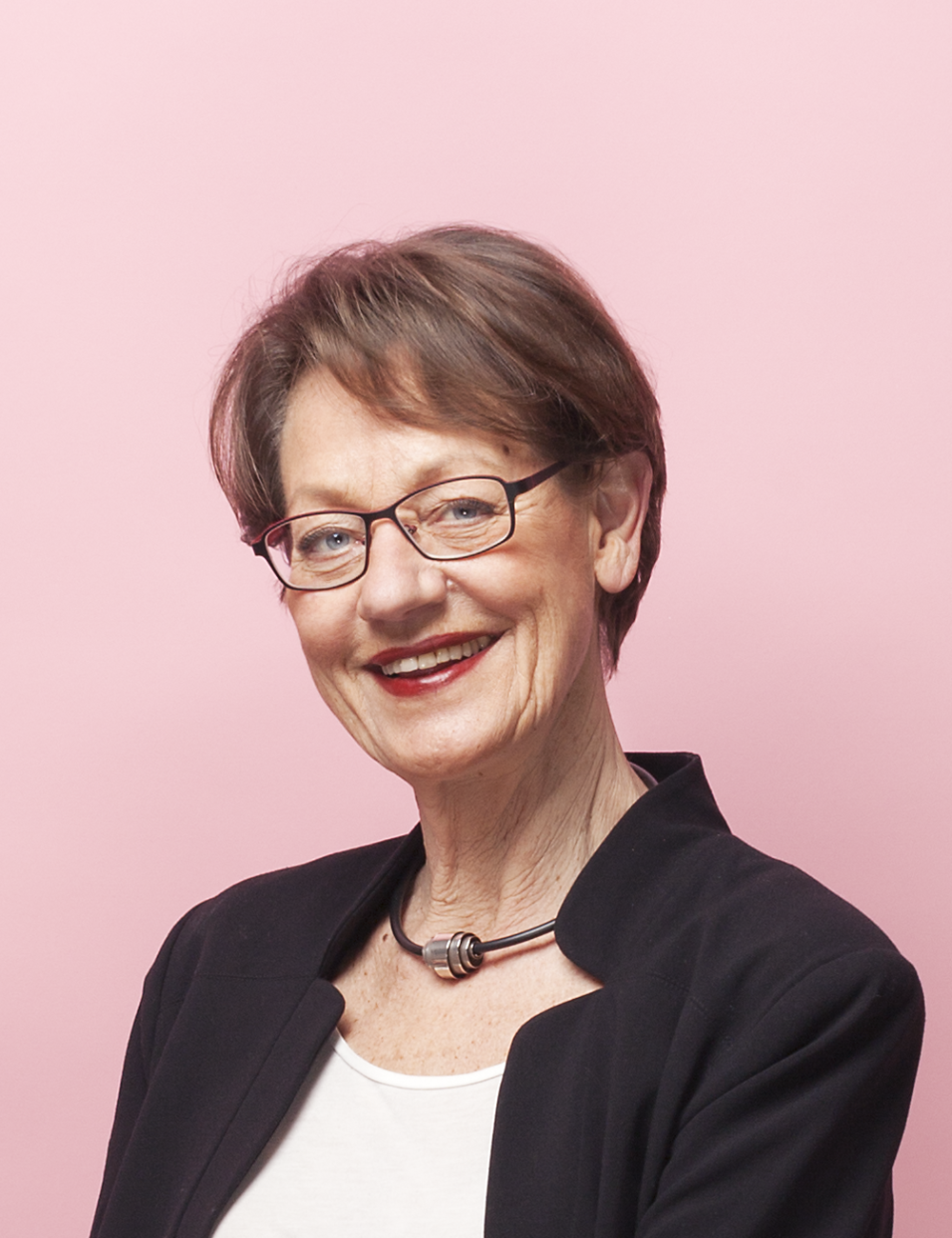
Gudrun Schyman, figura clave en la introducción del feminismo en el partido.

En 1990, VPK cambió su nombre al Partido de la Izquierda (V) y dejó de ser un partido comunista. En 1993, Werner renunció. Gudrun Schyman fue elegida presidenta del partido. En las elecciones generales de 1994, el partido recibió el 6,2% de los votos. La prolongada crisis electoral del partido terminó así. La influencia del partido comenzó a crecer, especialmente entre los jóvenes. En el mismo año, el partido participó activamente en la campaña del "No" en el plebiscito sobre la adhesión a la Unión Europea.
Después de haber pasado por un período de grave crisis, el partido comenzó a recuperar el apoyo público a mediados de la década de 1990. En retrospectiva, el factor principal detrás de este cambio no fue causado por el partido en sí, sino por el hecho de que los socialdemócratas se habían movido considerablemente hacia la centroizquierda durante los años anteriores.
En el congreso del partido de 1996, el Partido de Izquierda se declaró feminista. En la elecciones de 1998, el partido obtuvo su mejor resultado en una elección parlamentaria, obteniendo el 12% de los votos en todo el país. Después de las elecciones, el partido entró en un acuerdo con los socialdemócratas y comenzó a apoyar al gobierno externamente.
En las elecciones generales de 2002, el porcentaje de votos del partido cayó en un 3% a un total de 8,3%. Simultáneamente, los socialdemócratas recuperaron el 3%. En 2003, Schyman renunció tras irregularidades fiscales. Ulla Hoffmann asumió el cargo de líder interina. El congreso del partido de 2004 eligió a Lars Ohly como el nuevo presidente del partido. A finales de año, Schyman abandonó el partido, convirtiéndose en diputada independiente en el parlamento. Lars Ohly originalmente se llamó a sí mismo comunista, pero luego se retractó de esa declaración. En las elecciones de 2006, V solo obtuvo 5,8% de los votos y por lo tanto 22 escaños en el parlamento.
El 7 de diciembre de 2008, los socialdemócratas lanzaron una alianza política y electoral conocida como los Roji-Verdes, junto con el Partido de Izquierda y el Partido Verde. Los partidos impugnaron las elecciones generales de 2010 con un manifiesto conjunto, pero perdieron las elecciones ante la coalición de centroderecha, la Alianza. El 26 de noviembre de 2010, la alianza Roji-Verde se disolvió.
El 6 de enero de 2012, el congreso de V eligió a Jonas Sjöstedt como el nuevo presidente del partido, donde permaneció hasta 2020, durante su liderazgo el partido logró mejorar ligeramente los resultados del partido en las elecciones generales de 2014 y 2018, también brindo apoyo externo al gobierno socialdemócrata, Stefan Löfven.
El 31 de octubre de 2020, el partido eligió a Nooshi Dadgostar como líder del partido, tras la salida de Sjöstedt, durante el liderazgo de Dadgostar el partido retiró el apoyo externo al gobierno de Löfven, después de un desacuerdo sobre los controles de alquiler. En las elecciones de 2022 el partido obtuvo una pérdida de votos y 4 escaños.

## Ideología

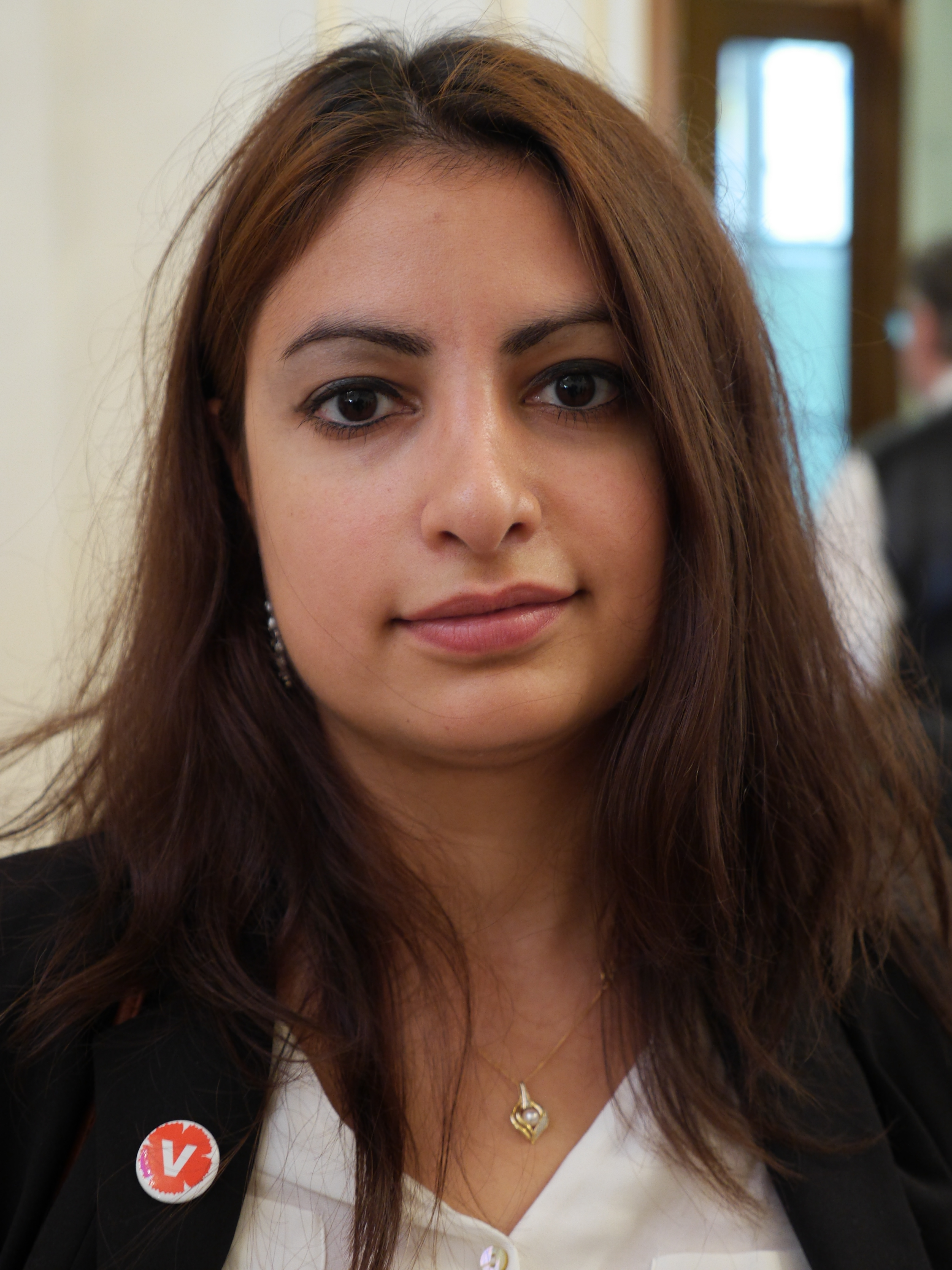
Nooshi Dadgostar

El partido se ubica hacia la izquierda en el espectro político. En sus inicios el partido fue fundado con ideales socialistas, comunistas y marxismo-leninista, en la actualidad el partido dejó de ser comunistas y marxismo-leninista; Y se define como feminista y ecosocialista. El partido también presenta posiciones euroescépticas y republicanas.

### Feminismo
El Partido de la Izquierda (V) afirma que Suecia no tiene igualdad social con respecto al género. Por lo tanto, el partido aboga por la creación de un Ministro específico de Igualdad Social, así como por introducir la enseñanza de la autodefensa feminista en las escuelas secundarias. El feminismo como concepto se introdujo en el programa del partido en 1997, pero según sus líderes siempre ha funcionado para fortalecer los derechos de las mujeres. La teoría feminista se ha convertido en el partido desde la década de 1960, cuando el movimiento de mujeres ganó una base teórica más allá del marxismo.

### Política LGBT
El partido apoya la igualdad para la comunidad LGBT en derecho matrimonial, derecho de herencia y derecho de familia. El partido también ve su feminismo vinculado a su postura a favor de la comunidad LGBT.

### Inmigración e integración
El partido apoya una política de inmigración generosa, otorgando a los refugiados la residencia permanente y priorizando la reunificación familiar. Según V Un sistema de bienestar fuerte y la unión de las familias es necesario para que los refugiados puedan integrarse en la sociedad.

### Política exterior
En lo que respecta al conflicto israelí-palestino, el partido apoya una solución de dos estados basada en la frontera de 1967. El partido pide la congelación de los acuerdos comerciales de la UE con Israel, el fin de la cooperación militar sueca y el comercio de armas con Israel, y un boicot general de los consumidores a los productos israelíes para presionar a Israel.
En febrero de 2019, el partido abandonó una política de larga data de que Suecia debería abandonar la Unión Europea. Sin embargo, para 2022 la plataforma del partido se modificó para apoyar la salida de la UE una vez más y pidió que el Parlamento Europeo fuera abolido o cambiado fundamentalmente.
El Partido de Izquierda se opone a unirse a la OTAN, afirmando que apoyan la neutralidad y la libertad de alianza, y pide una alianza de izquierda en Europa para garantizar la disolución de la OTAN.

### Republicanismo
El Partido de Izquierda aboga por la abolición de la monarquía sueca, favoreciendo en cambio el republicanismo.

## Resultados electorales

### Elecciones generales
|  | 8,0 % |

|  | 6,4 % |

|  | 4,6 % |

|  | 3,6 % |

|  | 6,4 % |

|  | 3,0 % |

|  | 3,3 % |

|  | 3,5 % |

|  | 10,3 % |

|  | 6,3 % |

|  | 4,3 % |

|  | 5,0 % |

|  | 3,4 % |

|  | 4,5 % |

|  | 5,2 % |

|  | 3,0 % |

|  | 4,8 % |

|  | 5,3 % |

|  | 4,8 % |

|  | 5,6 % |

|  | 5,6 % |

|  | 5,4 % |

|  | 5,8 % |

|  | 4,5 % |

|  | 6,2 % |

|  | 12,0 % |

|  | 8,4 % |

|  | 5,8 % |

|  | 5,6 % |

|  | 5,7 % |

|  | 8,0 % |

|  | 6,7 % |

### Parlamento Europeo
|  | 12.9 % |

|  | 15.8 % |

|  | 12.8 % |

|  | 5.7 % |

|  | 6.3 % |

|  | 6.8 % |

|  | 11.06 % |

## Líderes

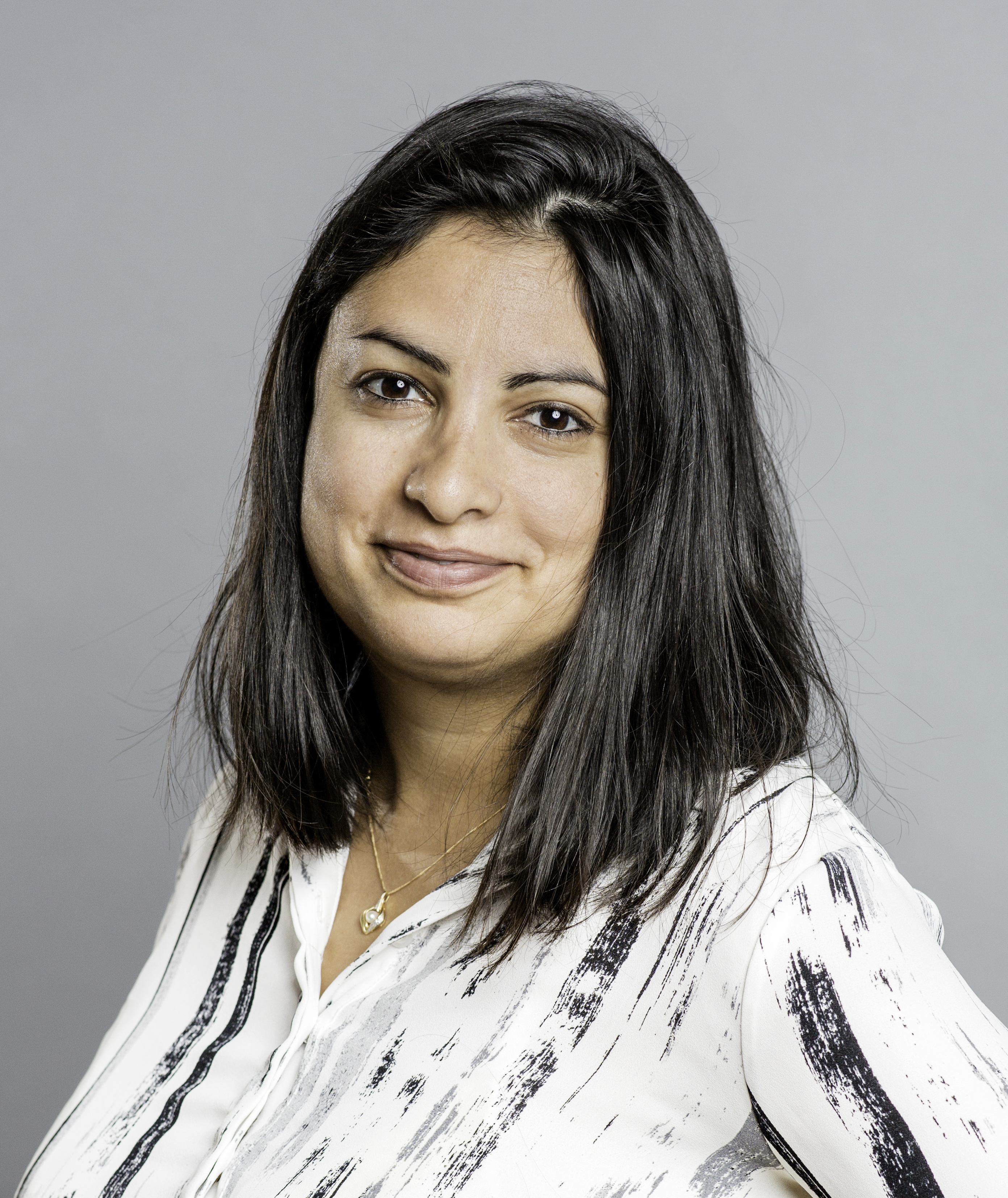
Nooshi Dadgostar, actual líder del partido

- Carl Winberg (1917)
- Zeth Höglund (1917; 1919-1924)
- Ernst Åström (1918)
- Karl Kilbom (1918; 1921-1923)
- Nils Flyg (1924-1929)
- Sven Linderot (1929-1951)
- Hilding Hagberg (1951-1964)
- C.-H. Hermansson (1964-1975)
- Lars Werner (1975-1993)
- Gudrun Schyman (1993-2003)
- Ulla Hoffmann (2003-2004)
- Lars Ohly (2004-2012)
- Jonas Sjöstedt (2012-2020)
- Nooshi Dadgostar (desde 2020)